# المنصور علي بن عبد الله
المنصور علي بن المهدي عبد الله بن المتوكل احمد بن المنصور علي (ولد في 1812 - توفي في 1871) إمام الدولة الزيدية في اليمن من 1835 إلى 1837 ثم من 1844 إلى 1845 ثم من 1849 إلى 1850 ثم خلال 1851.

## العهد الأول
المنصور علي ابن الإمام المهدي عبد الله من زوجته الإثيوبية. عندما توفي والده في نوفمبر 1835 بعد عهد مضطرب كان علي قادرا على المطالبة بالإمامة تحت اسم المنصور علي. مع ذلك كان يفتقر إلى بعض مؤهلات الإمامة. بريطانيان يدعيان كروتيندان وهورتون زارا صنعاء في عام 1836 واجتمعوا مع الإمام. وصفا المنصور علي بأنه كان شابا ذو بشرة داكنة. في مناسبات عدة لاحظوا معاقرته للخمر وحضوره حفلات رقص للبنات. لاحظ الزائران أيضا أن صنعاء كانت تعاني من مجاعة شديدة لأن هطول الأمطار انخفض في أربع سنوات الماضية. المنصور علي اطيح من قبل قواته الخاصة في 9 فبراير 1837 بسبب رواتبهم المتأخرة. حل محله الناصر عبد الله أحد علماء الزيدية البارزين في البلد. أودع الإمام السابق وعمه سيدي محمد السجن وبقي في الحبس ثلاث سنوات.

## العهد الثاني
بعد وفاة الناصر عبد الله العنيفة عام 1840 تم إطلاق سراح المنصور علي وسيدي محمد وادعى هذا الأخير الإمامة تحت مسمى الهادي محمد. تلقى المنصور علي مخصصات مالية ولكنه كان ممنوعا من التدخل في شؤون الدولة. بعد وفاة عمه في يناير 1844 تولى المنصور علي مرة أخرى الإمامة تقريبا من دون معارضة. في نفس العام قاد حملة عسكرية للسيطرة على الأراضي المنخفضة في اليمن تهامة التي كانت قد فقدت السيطرة عليها منذ 1832. بعد أن أخلتها القوات المصرية في عام 1840 سيطر على تهامة الشريف الحسين بن علي بن حيدر من أبو عريش (توفي عام 1851). حقق الإمام المنصور علي بعض النجاحات الأولية وأصدر إعلان بوجوب الانصياع للحكم الزيدي. البعض أطاع ما جاء في الإعلان ولكن الأكثرية امتنعوا. تفاجأ المنصور علي بثورة عمه القاسم مع تفشي مرض الجدري. في نهاية المطاف قريب له يدعى محمد بن يحيى ظهر قبل صنعاء مع جيش من رجال القبائل في عام 1845 وخلع المنصور علي وتولى الإمامة. منح مخصص مالي وسمح له بالسكن في أحد قصور المدينة. تكنى الإمام الجديد باسم المتوكل محمد.

## العهد الثالث
عاد الأتراك العثمانيين إلى تهامة في عام 1849 ودخلوا مدينة صنعاء ولكنهم هوجموا بشراسة من قبل السكان المحليين بتحريض من قبل الإمام. القائد التركي توفيق باشا الذي كان قد أصيب بجروح خطيرة خلع المتوكل محمد بن يحيى ونصب المنصور علي مكانه للمرة الثالثة. بعد فترة وجيزة تراجع الأتراك إلى الحديدة في تهامة. مع ذهاب الأتراك استمر الصراع على السلطة في الدولة الزيدية. المنصور علي رمى المتوكل محمد في السجن وأعدمه في ديسمبر 1849. في يونيو 1850 أطيح به للمرة الثالثة من أحد أقارب والذي يدعا المؤيد عباس.

## العهد الرابع
عندما كان المؤيد عباس محبوسا في السجن من قبل الإمام المنافس المنصور أحمد استطاع المنصور علي جمع قوة من رجال قبيلتي حاشد وبكيل وحصار صنعاء مما أجبر منافسه على الفرار. وهكذا تم تعيينه رسميا إماما للمرة الرابعة في فبراير 1851. ومع ذلك لم يستطع الاستمرار طويلا. في نفس العام بينما كان خارجا في رحلة استكشافية إلى الهضبة الوسطى ثار الهادي غالب ابن المتوكل محمد ضده ونصب إماما ورفض بشدة الانتقام من قاتل والده. المنصور علي فقد ممتلكاته. واصل العيش في محيط صنعاء ويقال في عام 1870 شارك بكتابته رسالة دعا فيها إلى إنهاء الفوضى في المرتفعات.